# Ismaninger Speichersee und Fischteiche
Ismaninger Speichersee und Fischteiche este o arie protejată (arie de protecție specială avifaunistică — SPA) din Germania întinsă pe o suprafață de 1.009,56 ha, integral pe uscat.

## Localizare
Centrul sitului Ismaninger Speichersee und Fischteiche este situat la coordonatele 48°12′49″N 11°44′26″E / 48.2136°N 11.7406°E.

## Înființare
Situl Ismaninger Speichersee und Fischteiche a fost declarat arie de protecție specială avifaunistică în septembrie 2006 pentru a proteja 37 de specii de animale.

## Biodiversitate
Situată în ecoregiunea continentală, aria protejată nu include niciun habitat protejat.
La baza desemnării sitului se află mai multe specii protejate de  păsări (37): lăcar mare (Acrocephalus arundinaceus), lăcar-de-lac (Acrocephalus scirpaceus), fluierar de munte (Actitis hypoleucos), rață lingurar (Anas clypeata), rață mică (Anas crecca crecca), rață fluierătoare (Anas penelope), Anas platyrhynchos platyrhynchos, rață cârâitoare (Anas querquedula), Anas strepera strepera, gâscă de semănătură (Anser fabalis), rață-cu-cap-castaniu (Aythya ferina), rața moțată (Aythya fuligula), rață roșie (Aythya nyroca), buhai de baltă (Botaurus stellaris stellaris), Bucephala clangula, chirighiță neagră (Chlidonias niger), erete de stuf (Circus aeruginosus), lebădă de iarnă (Cygnus cygnus), lebădă de vară (Cygnus olor), egretă albă (Egretta alba), Falco peregrinus peregrinus, Fulica atra atra, Gavia arctica arctica, Ixobrychus minutus minutus, pescăruș-cu-cap-negru (Larus melanocephalus), gușă albastră (Luscinia svecica), Mergus merganser merganser, gaia neagră (Milvus migrans), rață cu ciuf (Netta rufina), Nycticorax nycticorax nycticorax, cormoran mare (Phalacrocorax carbo carbo), bătăuș (Philomachus pugnax), Podiceps cristatus cristatus, Podiceps nigricollis nigricollis, chiră de baltă (Sterna hirundo), corcodel mic (Tachybaptus ruficollis), fluierar de mlaștină (Tringa glareola).